# NGC 4626
NGC 4626 (również PGC 42680) – galaktyka spiralna (Sbc), znajdująca się w gwiazdozbiorze Panny. Odkrył ją William Herschel 20 marca 1789 roku.
W galaktyce tej zaobserwowano supernową SN 2012cr.